# Thomas Anson, 6.º Conde de Lichfield
Thomas William Robert Hugh Anson, 6.º Conde de Lichfield (19 de julho de 1978) é um aristocrata britânico.
É o único filho de Patrick Anson, 5.º Conde de Lichfield e de Leonora Anson, condessa de Lichfield, a filha mais velha do 5.º Duque de Westminster. Em 11 de novembro de 2005, com a morte de seu pai, tornou-se o 6.º Conde de Lichfield.
Lichfield se casou em dezembro de 2009 Lady Henrietta Conyngham, filha do Marquês Conyngham. Eles têm um filho, Thomas Ossian Patrick Wolfe Anson, Visconde Anson (nascido em 20 de maio de 2011).